# Barclay Palmer
William Barclay Livingstone Palmer (* 2. März 1932 in Toronto, Kanada; † 27. September 2020 in Brunswick, Vereinigte Staaten) war ein britischer Leichtathlet.

## Biografie
Barclay Palmer wurde in Kanada als Sohn eines anglikanischen Ministers geboren und zog im Alter von sechs Jahren, nachdem sein Vater nach Liverpool versetzt worden war, nach England. Barclay verbrachte jedoch Monate im Krankenhaus mit einer Bronchialinfektion und erlitt später eine degenerative Erkrankung an Bein und Knöchel, die einen längeren Krankenhausaufenthalt erforderlich machte. Als er als erster Zivilist im Vereinigten Königreich Penicilline erhielt, wurde er schließlich geheilt. Palmer besuchte die Monckton Combe School in Bath und diente zwischen 1950 und 1952 beim britischen Militär. Danach begann er am St Peter’s College in Oxford ein Theologiestudium. 1953 gewann er als Kugelstoßer, Diskus- und Speerwerfer einen Blue, eine Auszeichnung im Universitätssport. 1955 und 1956 wurde er Englischer Meister im Kugelstoßen und beendete dabei die Siegesserie von John Savidge. Auch den britischen Rekord von Savidge stellte er mit einer Weite von 16,91 Metern im Jahr 1956 ein.
Bei den Olympischen Sommerspielen 1956 in Melbourne wurde er für die Wettkämpfe im Kugelstoßen und Diskuswurf nominiert. Im Kugelstoßwettkampf wurde er Zwölfter, seinen Diskuswurfwettkampf trat er allerdings nicht an. Auf der Rückreise von Australien legte Palmer einen Zwischenstopp in New York City ein. Als Hobbymusiker konnte er sich schnell für die Jazzszene der Stadt begeistern. Er zog in die Vereinigten Staaten, wo er verschiedene Lehraufträge übernahm und bis zu seinem Tod 2020 lebte.
Palmer war ein Urenkel von William Booth, dem Gründer der Heilsarmee.